# Skylloura
Skylloura (griego: Σκυλλούρα, turco: Yılmazköy) es un pueblo en la isla de Chipre, situado en el distrito de Nicosia (de facto, en el de Lefkoşa), a mitad de camino entre Morfou/Güzelyurt y Nicosia. Los turcochipriotas lo llamaron Yılmazköy en 1958.
Estuvo siempre habitado por greco y turcochipriotas, situación que se mantuvo hasta 1964.
Gran parte del pueblo es hoy un campamento militar. En 2006 tenía 785 habitantes turcochipriotas, aunque probablemente la mitad sean familiares del personal del ejército estacionado allí.